# 1 Decembrie (Ilfov)
1 Decembrie es un pueblo que se encuentra ubicado en la comuna homónima, en el condado de Ilfov, Rumania. En 2021, la población del asentamiento era de 8,206 habitantes. El asentamiento se encuentra a una altitud de 64 metros sobre el nivel del mar.